# Edvard Brändström

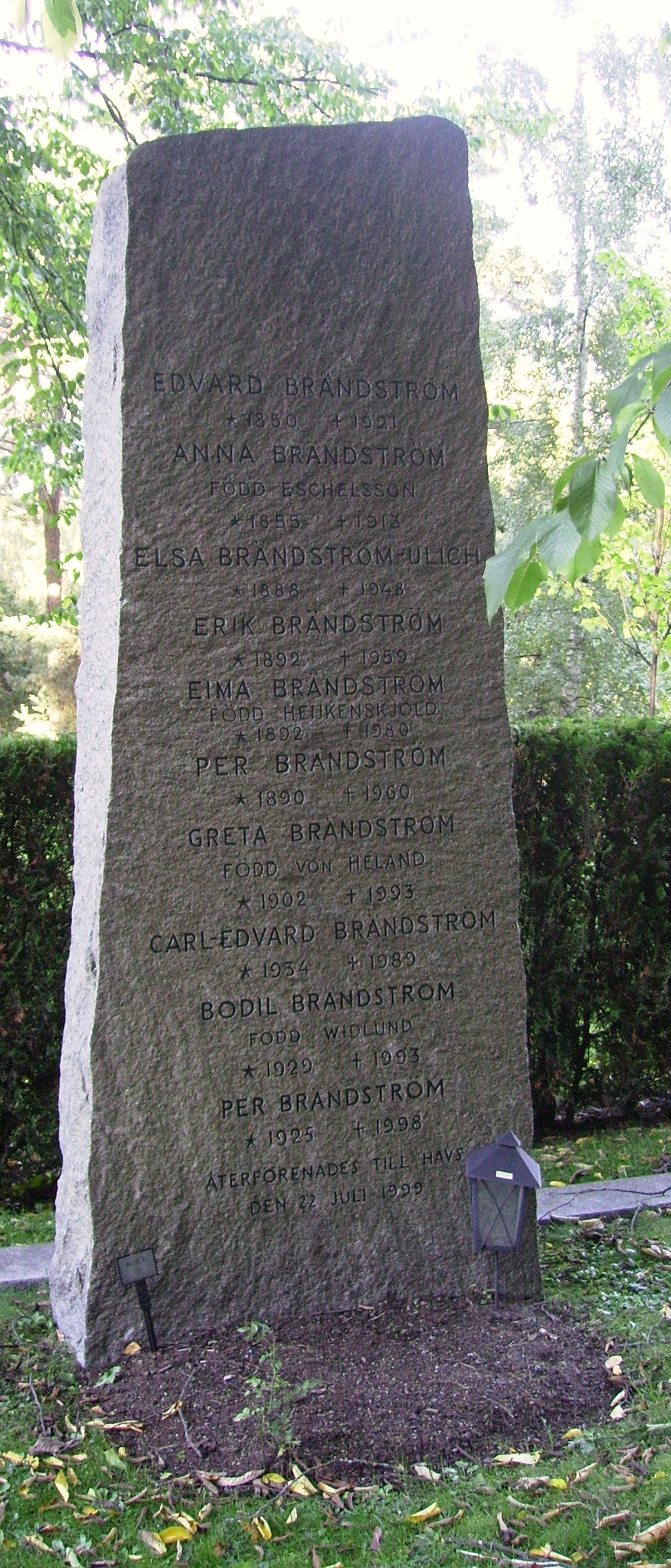
Edvard Bränströms gravvård på Norra begravningsplatsen i Solna kommun.

Per Henrik Edvard Brändström, född 15 augusti 1850 i Stockholm, död 9 november 1921, var en svensk militär och diplomat. 

## Biografi
Brändström blev underlöjtnant vid Närkes regemente 1871, löjtnant vid Generalstaben 1880, och överstelöjtnant vid första livgrenadjärregementet 1896. År 1898 blev han överste för första livgrenadjärregementet, och 1906 befordrades han till generalmajor. Brändström fick avsked med tillstånd att kvarstå i armén samma år, och befordrades 1914 till generallöjtnant. Åren 1905-1907 var Brändström chef för kronprinsens stab och sedan 1908 överadjutant hos Gustaf V. Åren 1885-1891 var han militärattaché vid beskickningen i S:t Petersburg, och 1899 teknisk delegerad vid fredskonferensen i Haag och 1905 ledamot av Bodenkommittén. 1906 utnämndes Brändström till envoyé i S:t Petersburg och lyckades på ett förtjänstfull sätt tillvarata Sverige intressen i Ryssland, särskilt under krigsåren 1914-1918. Brändström lämnade Ryssland och återvände till Sverige under hösten 1918 men kvarstod formellt som envoyé fram till 1920.
Brändströms dotter Elsa Brändström skrev en uppmärksammad bok om åren i Ryssland.
1895 blev Brändström ledamot av Krigsvetenskapsakademien.

## Utmärkelser

### Svenska utmärkelser
- Riddare och kommendör av Kungl. Maj:ts Orden (Serafimerorden), 2 januari 1919.[9]
- Konung Oscar II:s och Drottning Sofias guldbröllopsminnestecken, 1907.[10]
- Konung Oscar II:s jubileumsminnestecken, 1897.[10]
- Kronprins Gustafs och Kronprinsessan Victorias silverbröllopsmedalj, 1906.[10]
- Kommendör med stora korset av Nordstjärneorden, 6 juni 1916.[11]
- Kommendör av första klassen med briljanter av Nordstjärneorden, 30 november 1907.[12]
- Kommendör av första klassen av Svärdsorden, 1 december 1905.[13]
- Kommendör av andra klassen av Svärdsorden, 30 november 1901.[14]
- Riddare av första klassen av Svärdsorden, 1892.[8]

### Utländska utmärkelser
- Riddare av första klassen med briljanter av Preussiska Röda örns orden, tidigast 1918 och senast 1921.[10][15]
- Riddare av tredje klassen av Preussiska Röda örns orden, senast 1905.[16]
- Riddare av Ryska Vita örnens orden, tidigast 1910 och senast 1915.[17][18]
- Riddare av första klassen av Ryska Sankt Annas orden, 1908.[19][20]
- Riddare av andra klassen med briljanter av Ryska Sankt Annas orden, senast 1905.[16]
- Riddare av andra klassen med kraschan av Ryska Sankt Stanislausorden, senast 1905.[16]
- Officer av Sachsiska Albrektsorden, senast 1905.[16]
- Riddare av första klassen av Badiska Zähringer Löwenorden, senast 1905.[16]
- Riddare av första klassen av Norska Sankt Olavs orden, senast 1905.[16]